# 10 جمادى الآخرة
- السبت
- الأحد
- الاثنين
- الثلاثاء
- الأربعاء
- الخميس
- الجمعة

- 2830 نوفمبر 2024
- 291 ديسمبر 2024
- 12 ديسمبر 2024
- 23 ديسمبر 2024
- 34 ديسمبر 2024
- 45 ديسمبر 2024
- 56 ديسمبر 2024
- 67 ديسمبر 2024
- 78 ديسمبر 2024
- 89 ديسمبر 2024
- 910 ديسمبر 2024
- 1011 ديسمبر 2024
- 1112 ديسمبر 2024
- 1213 ديسمبر 2024
- 1314 ديسمبر 2024
- 1415 ديسمبر 2024
- 1516 ديسمبر 2024
- 1617 ديسمبر 2024
- 1718 ديسمبر 2024
- 1819 ديسمبر 2024
- 1920 ديسمبر 2024
- 2021 ديسمبر 2024
- 2122 ديسمبر 2024
- 2223 ديسمبر 2024
- 2324 ديسمبر 2024
- 2425 ديسمبر 2024
- 2526 ديسمبر 2024
- 2627 ديسمبر 2024
- 2728 ديسمبر 2024
- 2829 ديسمبر 2024
- 2930 ديسمبر 2024
- 3031 ديسمبر 2024
- 11 يناير 2025
- 22 يناير 2025
- 33 يناير 2025

10 جُمادى الآخرة أو 10 جُمادی‌ الثانية أو يوم 10 \ 6 (اليوم العاشر من الشهر السادس) هو اليوم الثامن والخمسون بعد المائة (158) من أيَّام السنة (أو التاسع والخمسون بعد المائة لو كان شهر ربيع الآخر مُتممًا لليوم الثلاثين أو الستون بعد المائة لو أتم كلًا من صفر وربيع الآخر ثلاثين يومًا) وفق التقويم الهجري القمري (العربي). يبقى بعده 196 أو 197 يومًا لانتهاء السنة.

## أحداث
- 36هـ - نشوب معركة الجمل بين الخليفة علي بن أبي طالب والجماعة التي ثارت عليه مطالبة بدم عثمان بن عفان، ومنهم طلحة بن عبيد الله والزبير بن العوام وعائشة بنت أبي بكر (على القول المشهور).
- 1095هـ - جمهورية البندقية تعلن الحرب على الدولة العثمانية، وذلك بعد تشكيل الدول الأوروبية لائتلاف مقدس لحرب الدولة العثمانية؛ بهدف إخراج المسلمين من أوروبا. وكانت هذه أول مرة في تاريخ البندقية تعلن فيها الحرب على العثمانيين.
- 1174هـ - بريطانيا تستولي على إقليم بونديتشيري بالهند من فرنسا.
- 1333هـ - العثمانيون يقومون باعتقال أكثر من 250 من زعماء الأرمن في إسطنبول بتهمة التخابر مع الروس والبريطانيين، مبدئين بما عرف لاحقًا باسم مذابح الأرمن ومذابح سيفو بحق السريان الآشوريين الكلدان.
- 1387هـ - انتحار المشير عبد الحكيم عامر بتناولة السم.
- 1393هـ - البرلمان الباكستاني يوافق على مشروع قرار يقر فيه باعترافه بدولة بنغلاديش التي انفصلت عن باكستان.
- 1402هـ - منتخب الكويت لكرة القدم يفوز بكأس بطولة الخليج السادسة لكرة القدم المقامة في الإمارات العربية المتحدة.
- 1404هـ - عدد من أعضاء الجماعات الدينية اليهودية المتشددة يحاولون اقتحام مناطق مجاورة للمسجد الأقصى بهدف إقامة مستوطنة دينية ومدرسة دينية يهودية.
- 1406هـ - الملك حسين يعلن انتهاء العمل بالاتفاق الأردني / الفلسطيني الذي تم توقيعه قبل سنة تقريبًا.
- 1412هـ -
  - استقلال جمهورية كازاخستان عن الاتحاد السوفيتي.
  - إلغاء قرار الأمم المتحدة الذي ساوى بين الصهيونية والعنصرية.
- 1414هـ - اغتيال عماد عقل أحد القادة البارزين في حركة حماس بسبعين رصاصة.
- 1432هـ - الرئيس الأمريكي باراك أوباما يعلن عن استقالة مبعوث السلام في الشرق الأوسط جورج ميتشل، ويعين نائبه ديفيد هيل خلفًا مؤقتًا له.
- 1433هـ - اتساع نطاق الاضراب عن الطعام الذي ينفذه سجناء فلسطينيون احتجاجًا على سياسات السجن الإسرائيلية من مجرد احتجاج لمجموعة قليلة إلى حركة وطنية تضم نحو 1400 مشارك.
- 1436هـ -
  - فوز إسلام كريموف بالانتخابات الرئاسية في أوزبكستان.
  - فوز محمد بخاري على منافسه الرئيس الحالي غودلاك جوناثان في الانتخابات الرئاسية في نيجيريا.
- 1437هـ -
  - مقتل خمسة أشخاص وإصابة 36 أخرين في تفجير انتحاري وسط مدينة إسطنبول.
  - تحطم طائرة فلاي دبي الرحلة 981 ومقتل جميع ركابها.
- 1438هـ - هُجومٌ مُسلَّح على مُستشفى سردار داود خان في مدينة كابُل عاصمة أفغانستان يودي بِحياة 49 شخصًا ويتسبب بِجرح 63 آخرين، وتنظيم داعش يتبنَّى العمليَّة.
- 1439هـ - كنيسة القيامة تُغلق أبوابها أمام الزائرين لِأوَّل مرَّة مُنذ عُقُود احتجاجًا على مشروع قانون إسرائيلي يقضي بفرض ضرائب على أملاك الكنائس.
- 1441هـ - وفاة 41 شخصًا وإصابة 84 آخرين في انهيارين ثلجيين تتابعا ليومين متتاليين شرق مقاطعة وان في تركيا.

## مواليد
- 1368هـ - عبد الرزاق حسين، أكاديمي أدبي وكاتب قصصي وشاعر أردني.
- 1377هـ - شفيقة يوسف، ممثلة بحرينية.
- 1386هـ - أبو إبراهيم مصطفى، أمير الجماعة السلفية للدعوة والقتال بالجزائر.
- 1389هـ - طارق الناصر، موسيقي أردني.
- 1408هـ - أحمد الفريدي، لاعب كرة قدم سعودي.

## وفيات
- 36هـ - طلحة بن عبيد الله، صاحب رسول الله وأحد العشرة المبشرين بالجنة.
- 1387هـ - عبد الحكيم عامر، وزير الدفاع المصري.
- 1389هـ - أحمد بدرخان، مخرج مصري.
- 1408هـ - حسن الإمام، مخرج مصري.
- 1412هـ - صلاح نظمي، ممثل مصري.
- 1414هـ - عماد عقل، قائد بحركة حماس.
- 1420هـ - تحية كاريوكا، راقصة شرقية وممثلة مصرية.
- 1422هـ - مخلص البحيري، ممثل مصري.
- 1429هـ - مها الصالح، ممثلة ومخرجة سورية.
- 1433هـ - صالح الشهري، ملحن سعودي.
- 1441هـ - نادية لطفي، ممثلة مصرية.

## وصلات خارجية
- موقع قصة الإسلام: حدث في شهر جُمادى الآخرة.